# Bahnstrecke Chorges–Barcelonnette
| Chanteloube-Viadukt bei Niedrigwasser |                      |                                                   |                                                   |
| |                      |                                                   |                                                   |
| Streckennummer (SNCF): | 916 000              |                                                   |                                                   |
| Streckenlänge: | 43 km                |                                                   |                                                   |
| Spurweite: | 1435 mm (Normalspur) |                                                   |                                                   |
| Maximale Neigung: | 25 ‰                 |                                                   |                                                   |
| |                      |                                                   |                                                   |
| \| \| \| Bahnstrecke Veynes–Briançon \| \| \| \| 0,000 \| Chorges \| 857 m \| \| \| \| Streckenführung ab 1960 \| \| \| \| \| Pralong-Viadukt \| \| \| \| \| Streckenführung bis 1960 \| \| \| \| \| Beginn überfluteter Teil \| 780 m \| \| \| 5,1 \| Chanteloube-Viadukt (300 m, teilweise überflutet) \| Chanteloube-Viadukt (300 m, teilweise überflutet) \| \| \| 6,0 \| Bonnet-Viadukt \| Bonnet-Viadukt \| \| \| 6,1 \| Hyvans-Tunnel (255 m) \| Hyvans-Tunnel (255 m) \| \| \| 6,8 \| Prégo-Dieu-Viadukt (680 m, 72 m hoch, abgerissen) \| Prégo-Dieu-Viadukt (680 m, 72 m hoch, abgerissen) \| \| \| 7,4 \| Sauze-Tunnel (2030 m) \| Sauze-Tunnel (2030 m) \| \| \| 9,927 \| Le Sauze \| 768 m \| \| \| 10,2 \| Ambroise-Tunnel \| Ambroise-Tunnel \| \| \| 11,2 \| Broues-Viadukt \| Broues-Viadukt \| \| \| 11,6 \| Bouas-Viadukt \| Bouas-Viadukt \| \| \| 12,0 \| Suspinon-Viadukt \| Suspinon-Viadukt \| \| \| 12,8 \| Première-Noyrée-Viadukt \| Première-Noyrée-Viadukt \| \| \| 13,5 \| Champinasson-Viadukt \| Champinasson-Viadukt \| \| \| 14,140 \| Ubaye \| 758 m \| \| \| \| Ende überfluteter Teil \| 780 m \| \| \| 16,3 \| Roche-Tunnel (200 m, heute Straßentunnel) \| Roche-Tunnel (200 m, heute Straßentunnel) \| \| \| 16,8 \| Combas-Tunnel (199 m) \| Combas-Tunnel (199 m) \| \| \| 17,4 \| Derbézi-Tunnel (442 m) \| Derbézi-Tunnel (442 m) \| \| \| 18,2 \| Roche-Rousse-Tunnel (233 m) \| Roche-Rousse-Tunnel (233 m) \| \| \| 19,1 \| Saint-Martin-la-Blâche-Tunnel (1730 m) \| Saint-Martin-la-Blâche-Tunnel (1730 m) \| \| \| 21,0 \| Ubaye-Brücke (30 m) \| Ubaye-Brücke (30 m) \| \| \| 22,415 \| Le Lauzet \| 900 m \| \| \| 23,6 \| Buissière-Viadukt \| Buissière-Viadukt \| \| \| 26,1 \| Bouille-Tunnel (735 m) \| Bouille-Tunnel (735 m) \| \| \| \| Ende der fertiggestellten Bahnstrecke \| \| \| \| 27,566 \| Le Martinet \| 979 m \| \| \| 27,7 \| Grand-Riou-Viadukt \| Grand-Riou-Viadukt \| \| \| 27,8 \| Ubaye-Viadukt \| Ubaye-Viadukt \| \| \| 28,8 \| Chaudon-Tunnel (108 m) \| Chaudon-Tunnel (108 m) \| \| \| 29,7 \| Saint-Jacques-Tunnel (166 m) \| Saint-Jacques-Tunnel (166 m) \| \| \| 30,784 \| Revel-Méolans \| 1041 m \| \| \| 35,890 \| Thuiles \| 1103 m \| \| \| 41,689 \| Barcelonnette \| 1132 m \| \| \| 41,913 \| Streckenende \| Streckenende \| |                      |                                                   |                                                   |
| Strecke |                      | Bahnstrecke Veynes–Briançon                       | Bahnstrecke Veynes–Briançon                       |
| Bahnhof | 0,000                | Chorges                                           | 857 m                                             |
| Abzweig ehemals geradeaus und nach links |                      | Streckenführung ab 1960                           | Streckenführung ab 1960                           |
| Brücke über Wasserlauf (Strecke außer Betrieb) |                      | Pralong-Viadukt                                   | Pralong-Viadukt                                   |
| Abzweig geradeaus und nach links (Strecke außer Betrieb) |                      | Streckenführung bis 1960                          | Streckenführung bis 1960                          |
| Grenze (Strecke außer Betrieb) |                      | Beginn überfluteter Teil                          | 780 m                                             |
| Brücke über Wasserlauf (Strecke außer Betrieb) | 5,1                  | Chanteloube-Viadukt (300 m, teilweise überflutet) | Chanteloube-Viadukt (300 m, teilweise überflutet) |
| Brücke (Strecke außer Betrieb) | 6,0                  | Bonnet-Viadukt                                    | Bonnet-Viadukt                                    |
| Tunnel (Strecke außer Betrieb) | 6,1                  | Hyvans-Tunnel (255 m)                             | Hyvans-Tunnel (255 m)                             |
| Brücke über Wasserlauf (Strecke außer Betrieb) | 6,8                  | Prégo-Dieu-Viadukt (680 m, 72 m hoch, abgerissen) | Prégo-Dieu-Viadukt (680 m, 72 m hoch, abgerissen) |
| Tunnel (Strecke außer Betrieb) | 7,4                  | Sauze-Tunnel (2030 m)                             | Sauze-Tunnel (2030 m)                             |
| Bahnhof (Strecke außer Betrieb) | 9,927                | Le Sauze                                          | 768 m                                             |
| Tunnel (Strecke außer Betrieb) | 10,2                 | Ambroise-Tunnel                                   | Ambroise-Tunnel                                   |
| Brücke (Strecke außer Betrieb) | 11,2                 | Broues-Viadukt                                    | Broues-Viadukt                                    |
| Brücke (Strecke außer Betrieb) | 11,6                 | Bouas-Viadukt                                     | Bouas-Viadukt                                     |
| Brücke (Strecke außer Betrieb) | 12,0                 | Suspinon-Viadukt                                  | Suspinon-Viadukt                                  |
| Brücke (Strecke außer Betrieb) | 12,8                 | Première-Noyrée-Viadukt                           | Première-Noyrée-Viadukt                           |
| Brücke (Strecke außer Betrieb) | 13,5                 | Champinasson-Viadukt                              | Champinasson-Viadukt                              |
| Bahnhof (Strecke außer Betrieb) | 14,140               | Ubaye                                             | 758 m                                             |
| Grenze (Strecke außer Betrieb) |                      | Ende überfluteter Teil                            | 780 m                                             |
| Tunnel (Strecke außer Betrieb) | 16,3                 | Roche-Tunnel (200 m, heute Straßentunnel)         | Roche-Tunnel (200 m, heute Straßentunnel)         |
| Tunnel (Strecke außer Betrieb) | 16,8                 | Combas-Tunnel (199 m)                             | Combas-Tunnel (199 m)                             |
| Tunnel (Strecke außer Betrieb) | 17,4                 | Derbézi-Tunnel (442 m)                            | Derbézi-Tunnel (442 m)                            |
| Tunnel (Strecke außer Betrieb) | 18,2                 | Roche-Rousse-Tunnel (233 m)                       | Roche-Rousse-Tunnel (233 m)                       |
| Tunnel (Strecke außer Betrieb) | 19,1                 | Saint-Martin-la-Blâche-Tunnel (1730 m)            | Saint-Martin-la-Blâche-Tunnel (1730 m)            |
| Brücke über Wasserlauf (Strecke außer Betrieb) | 21,0                 | Ubaye-Brücke (30 m)                               | Ubaye-Brücke (30 m)                               |
| Bahnhof (Strecke außer Betrieb) | 22,415               | Le Lauzet                                         | 900 m                                             |
| Brücke über Wasserlauf (Strecke außer Betrieb) | 23,6                 | Buissière-Viadukt                                 | Buissière-Viadukt                                 |
| Tunnel (Strecke außer Betrieb) | 26,1                 | Bouille-Tunnel (735 m)                            | Bouille-Tunnel (735 m)                            |
| Grenze (Strecke außer Betrieb) |                      | Ende der fertiggestellten Bahnstrecke             | Ende der fertiggestellten Bahnstrecke             |
| Bahnhof (Strecke außer Betrieb) | 27,566               | Le Martinet                                       | 979 m                                             |
| Brücke über Wasserlauf (Strecke außer Betrieb) | 27,7                 | Grand-Riou-Viadukt                                | Grand-Riou-Viadukt                                |
| Brücke über Wasserlauf (Strecke außer Betrieb) | 27,8                 | Ubaye-Viadukt                                     | Ubaye-Viadukt                                     |
| Tunnel (Strecke außer Betrieb) | 28,8                 | Chaudon-Tunnel (108 m)                            | Chaudon-Tunnel (108 m)                            |
| Tunnel (Strecke außer Betrieb) | 29,7                 | Saint-Jacques-Tunnel (166 m)                      | Saint-Jacques-Tunnel (166 m)                      |
| Bahnhof (Strecke außer Betrieb) | 30,784               | Revel-Méolans                                     | 1041 m                                            |
| Bahnhof (Strecke außer Betrieb) | 35,890               | Thuiles                                           | 1103 m                                            |
| Bahnhof (Strecke außer Betrieb) | 41,689               | Barcelonnette                                     | 1132 m                                            |
| | 41,913               | Streckenende                                      | Streckenende                                      |

Die Bahnstrecke Chorges–Barcelonnette (auch Ubaye-Strecke genannt) ist ein nicht fertiggestelltes Projekt zur Verbindung der Stadt Barcelonnette mit der Bahnstrecke Veynes–Briançon. Ein Teil der Bahnstrecke ist heute vom Stausee Lac de Serre-Ponçon überflutet.

## Geschichte
Der am 17. Juli 1879 beschlossene Plan des französischen Ministers für öffentliche Arbeiten Charles de Freycinet sah vor, dass alle Präfekturen und Unterpräfekturen einen Bahnanschluss erhalten sollten. Die Stadt Barcelonnette, Sitz einer Unterpräfektur der Provinz Alpes-de-Haute-Provence, im Tal des Ubaye sollte über Bahnstrecken von Savines (Nr. 128) sowie von Digne-les-Bains (Nr. 138) angeschlossen werden.
Für die Strecke ab Savines erhielt 1902 die Compagnie des chemins de fer de Paris à Lyon et à la Méditerranée (PLM) die Konzession, die mit der Erklärung zur öffentlichen Nützlichkeit 1904 endgültig wurde. Der Bau der Strecke schien durch den beginnenden Tourismus in den Alpen, den wirtschaftlichen Aufschwung von Barcelonnette sowie auf Grund der militärischen Bedeutung wegen der nahen Grenze zu Italien sinnvoll zu sein.
Schwierigkeiten bei der Planung bereiteten vor allem die Flusstäler der Durance und der Ubaye. Diese Flüsse führen vor allem im Frühjahr Schmelzhochwasser und einen hohen Anteil von Geröll mit sich. Zusätzlich ist das Tal der Ubaye stellenweise sehr schmal. Dadurch war eine Streckenführung nahe dem Fluss nicht möglich und erforderte viele Kunstbauten und Tunnel. Ein Großteil der Brücken wurde von Paul Séjourné entworfen.
Zum Zeitpunkt der Planung wurde bekannt, dass ein Staudamm im Tal der Durance errichtet werden sollte. Die Linienführung musste deshalb abermals geändert werden und wurde erst 1913 endgültig genehmigt.
Die Bauarbeiten begannen 1909 und wurden während des Ersten Weltkrieges nur schleppend fortgeführt. Während des Krieges wurden deutsche Kriegsgefangene bei den Bauarbeiten eingesetzt. Nach dem Krieg beschleunigten sich die Arbeiten wieder und im Dezember 1934 war die Bahnstrecke bis Le Martinet, rund 15 Kilometer von Barcelonnette, weitgehend fertiggestellt. Beim 70 m hohen Prégo-Dieu-Viadukt über das Tal der Durance waren drei der fünf Pfeiler vollendet. Da Frankreich jedoch die staatliche Unterstützung für das Projekt einstellte, sah sich die PLM nicht mehr in der Lage, das finanziell und bautechnisch anspruchsvolle und im Betrieb unwirtschaftliche Projekt zu Ende zu führen. Der Antrag auf Einstellung der Bauarbeiten wurde am 9. Dezember 1936 ministeriell genehmigt. Am 30. November 1941 wurde das Vorhaben offiziell eingestellt.
Nach dem Zweiten Weltkrieg begannen erneut Planungen für einen Durance-Staudamm. Dieser wurde jedoch wesentlich größer geplant als es in den ursprünglichen Entwürfen vom Anfang des 20. Jahrhunderts vorgesehen war. Der Bau begann 1955; im Jahr 1961 wurde die Sperrmauer fertiggestellt. Dadurch wurden rund zehn Kilometer der fertiggestellten Trasse überflutet. In diesem Zusammenhang wurden mehrere Bauwerke gesprengt, unter anderem die Pfeiler des Prégo-Dieu-Viaduktes.
Bei Niedrigwasser im Stausee sind heute einzelne Bauwerke bzw. Reste der Trasse sichtbar. Das Chanteloube-Viadukt ist dann eine beliebte Sehenswürdigkeit und Interessierte nutzen die gut erhaltene Brücke zum Überqueren des Talsperrenzuflusses.

## Streckenbeschreibung
Ungefähr vier Kilometer vom Bahnhof Chorges entfernt zweigt die Bahnstrecke nach Süden ab. An dieser Stelle beginnt auch der durch den Lac de Serre-Ponçon überflutete Abschnitt. Der Torrent des Moulettes wird auf dem 300 m langen und 61 m hohem Chanteloube-Viadukt überquert. Kurz darauf wird der in einer Linkskurve liegende Hyvans-Tunnel durchquert. Die Tunneleingänge sind heute verschüttet.
Die Strecke führt dann unmittelbar über das 70 m hohe Prégo-Dieu-Viadukt, dass auf einer Länge von 680 Meter das Tal der Durance überquert. Auf der gegenüberliegenden Seite beginnt der nächste Tunnelabschnitt. Der über 2 Kilometer lange Sauze-Tunnel führt direkt nach Süden. Die Tunneleingänge sind heute verschüttet. Nun ist das Tal des Ubaye erreicht und die Bahnstrecke führt an der Nordseite des Tales entlang. Nach dem Bahnhof Sauze lag der Ambroise-Tunnel. Die begonnenen Bauarbeiten mussten im Januar 1934 auf Grund von Wassereinbrüchen und instabilen Gesteinsschichten abgebrochen werden. Von den rund 275 Metern war auf einer Länge von 190 m ein Arbeitsschacht fertiggestellt. Die Baustelle wurde verfüllt. Auf dem folgenden 3,5 Kilometer langen Abschnitt wurden mehrere kleinere Brücken errichtet, diese wurden alle beim Talsperrenbau gesprengt.
Ab dem Bahnhof Ubaye beginnt die Steigungsstrecke. Kurz vor dem Roche-Tunnel verlässt die Trasse den Stausee. Der Tunnel wird heute als einspuriger Straßentunnel für die D 954 genutzt. Ab diesem Punkt ist die Bahntrasse weitgehend erhalten und wird heute bis Le Lauzet als sechs Kilometer lange Mountainbike-Strecke genutzt. Nach dem Roche-Rousse-Tunnel befindet sich die Enduchet-Brücke. Diese war 1945 von deutschen Truppen bei ihrer Flucht nach Italien gesprengt worden. Für die Nutzung als Radweg wurde 2000 eine Stahlkonstruktion auf den Resten der Brücke aufgelegt. Danach beginnt der unbeleuchtete rund 1,7 Kilometer lange Saint-Martin-la-Blache-Tunnel. In der Mitte des Tunnels gibt es einen Querstollen zum Ubaye-Tal, der für den Tunnelbau und die Belüftung genutzt wurde. Lange Jahre war der Tunnel im Besitz einer Käserei und nicht passierbar.
Nach dem Tunnel wird die Schlucht des Ubaye überquert. Ab nun verläuft die Trasse auf der Südseite des Tales. Nach der Ortschaft Le Lauzet (dort führte die Trasse entlang des Sees) wird der Bahnkörper von der Departementstraße D 900 bis kurz nach der Ortschaft Champanastais genutzt. Der kurz vor Le Martinet liegende Bouille-Tunnel wurde ebenfalls jahrelang durch eine Käserei genutzt. In der Ortschaft Le Martinet endet die fertiggestellte Bahntrasse.
Das Projekt sah in dieser Ortschaft zwei Brücken, zum einen über den Bach Grand Riou sowie über den Ubaye vor. Auf der Nordseite des Flusses waren dann zwei weitere kurze Tunnel vorgesehen. Die Arbeiten an diesen Bauwerken wurden nie begonnen. Die Bahnstrecke wäre ab la Fresquière weitgehend dem Verlauf der D 900 gefolgt.